# Phil Edwards (ciclista)
Philip Edwards detto Phil (Bristol, 3 settembre 1949 – Monte Carlo, 23 aprile 2017) è stato un ciclista su strada britannico, professionista dal 1976 al 1980 e vincitore del titolo nazionale nel 1977.

## Carriera
Originario di Bristol, nel 1967 fu campione nazionale Juniores. Nella categoria dei dilettanti fu un ciclista estremamente vincente, con successi in importanti competizioni nazionali della categoria; partecipò inoltre ai Giochi olimpici di Monaco di Baviera, concludendo sesto nella prova in linea. Di madre italiana, nel 1973 si trasferì in Italia per correre prima con la G.S. Leone di La Spezia e poi, nel 1975, con la G.S. Mobili Gori di Perignano; anche in Italia ottenne diversi successi, vincendo le principali gare toscane di categoria.
Passò professionista nel 1976 con la squadra italiana Sanson, capitanata da Francesco Moser, rimanendo in questa formazione per cinque anni e svolgendo per lo più ruoli di gregariato. Ottenne i migliori risultati personali nel 1977, anno in cui vinse il titolo nazionale su strada e colse molti piazzamenti nelle classiche del circuito italiano, fra cui i podi in Trofeo Matteotti, Tre Valli Varesine e Giro dell'Emilia.
Nel 1978 vinse una tappa alla Volta Ciclista a Catalunya e finì secondo, preceduto da Enrico Paolini, nella tappa con arrivo a Latina al Giro d'Italia; il suo ultimo risultato importante lo colse nel 1979 arrivando secondo al Gran Premio Città di Camaiore. Concluse la carriera professionistica nel 1980, anche a causa di un infortunio.
Dopo il ritiro dalle corse fu attivo nel commercio di telai e componentistica per biciclette. Negli ultimi anni gestì un ristorante insieme alla figlia Melanie a Roccabruna; colpito da infarto, si spense a Monte Carlo nell'aprile 2017.

## Palmarès
- 1969 (Dilettanti, sei vittorie)

Midland Spring Classic
Ross Wheelers Grand Prix
1ª tappa Hereford Two Day (Hereford > Hereford)
2ª tappa Hereford Two Day (Hereford > Hereford)
Classifica generale Hereford Two Day
Classifica generale Ras de Cymru Easter Three Day
- 1970 (Dilettanti, una vittoria)

Tour of the Cotswolds
- 1971 (Dilettanti, diciotto vittorie)

Tour of the Cotswolds
Grand Prix of Essex
Lemon Valley Senior Road Race
Festival of Reading
Five Valleys Road Race
R.C. Dolman Premier
Wallis Garage Road Race
Coventry September Road Race
Abercynon Road Race
Classifica Generale Galena Two Day
1ª tappa Galena Two Day (Chew Magna > Chew Magna)
2ª tappa Galena Two Day (Chew Magna, cronometro)
3ª tappa Galena Two Day (Chew Magna > Chew Magna)
Classifica generale Galena Two Day
1ª tappa Greenall Whitley Grand Prix - International Two Day  (Warrington > Rhyl)
Classifica generale Greenall Whitley Grand Prix - International Two Day
6ª tappa Milk Race (Barton upon Humber > Nottingham)
3ª tappa Dave Cosson Memorial Two Day (Dorking > Dorking)
- 1972 (Dilettanti, nove vittorie)

Lincoln International Grand Prix
Grand Prix of Essex
Cutty Sark Grand Prix
Congleton 700th Anniversary Charter
1ª tappa Vierzon Two Day, (Vierzon > Vierzon)
1ª tappa, 2ª semitappa Grand Prix d'Annaba (Annaba > Annaba)
3ª tappa Milk Race (Great Malvern > Cardiff)
2ª tappa Hereford Two Day (Hereford > Hereford)
1ª tappa Greenall Whitley Grand Prix - International Two Day (Salford, cronometro)
- 1973 (Dilettanti, tre vittorie)

Giro della Provincia di Rovigo
Trofeo Città di Lucca
Prologo Milk Race (Plymouth, cronometro)
- 1974 (Dilettanti, otto vittorie)

Montecarlo-Alassio
Corsa Lana
Gran Premio Ezio Del Rosso
Gran Premio Grosio
Trofeo Attilio Strazzi
Trofeo Carteuropa
Coppa Città del Marmo
Coppa Mobilio Ponsacco
- 1975 (Dilettanti, nove vittorie)

Classifica generale Giro della Regione Friuli Venezia Giulia
Giro del Casentino
Coppa Fiera di Mercatale
Coppa Cicogna
Grand Prix de Piero
Gran Premio Sanoss
Weston super Mare-Bristol-Weston super Mare (cronometro)
Prologo Milk Race (Brighton, cronometro)
2ª tappa Milk Race (Bournemouth > Bath)
- 1977 (Sanson, due vittorie)

Campionati britannici, Prova in linea
London-York
- 1978 (Sanson, una vittoria)

7ª tappa, 2ª semitappa Volta Ciclista a Catalunya (Comarruga > Sitges)

### Altri successi
- 1969 (Dilettanti)

Stolwijk (criterium)
- 1970 (Dilettanti)

Zuiddorpe - Boekweitronde (criterium)
Krimpen aan de Lek (criterium)
- 1971 (Dilettanti)

Classifica del Gran Premio della Montagna Dave Cosson Memorial Two Day
Classifica a punti Greenall Whitley Grand Prix - International Two Day
Loughborough University Kermesse
Bournemouth Yellow Pages (criterium)
Caversham Park (criterium)
- 1972 (Dilettanti)

3ª tappa Tour of Scotland, (cronosquadre, Est Kilbride > East Kilbride)
Penarth Festival Kermesse (kermesse)

## Piazzamenti

### Grandi giri
- Giro d'Italia

1976: 69º
1977: 109º
1978: 69º
1979: 42º

### Classiche monumento
- Milano-Sanremo

1977: 130º
1978: 96º
1979: 95º
1980: 56º
- Parigi-Roubaix

1979: 22º
- Liegi-Bastogne-Liegi

1978: 41º
- Giro di Lombardia

1977 11º

### Competizioni mondiali
- Campionati del mondo su strada

Ostuni 1976 - In linea: ?
San Cristóbal 1977 - In linea: ?
Nürburg 1978 - In linea: ?
Valkenburg 1979 - In linea: ?
Sallanches 1980 - In linea: ?
- Giochi olimpici

Monaco 1972 - In linea: 6º
Monaco 1972 - Cronometro a squadre: 14º